# Delta (Griekenland)
Delta (Grieks: Δέλτα) is sedert 2011 een fusiegemeente (dimos) in de Griekse bestuurlijke regio (periferia) Centraal-Macedonië.
De drie deelgemeenten (dimotiki enotita) van de fusiegemeente zijn:
- Axios (Αξιός)
- Chalastra (Χαλάστρα)
- Echedoros (Εχέδωρος)